# Leoniden (Verein)

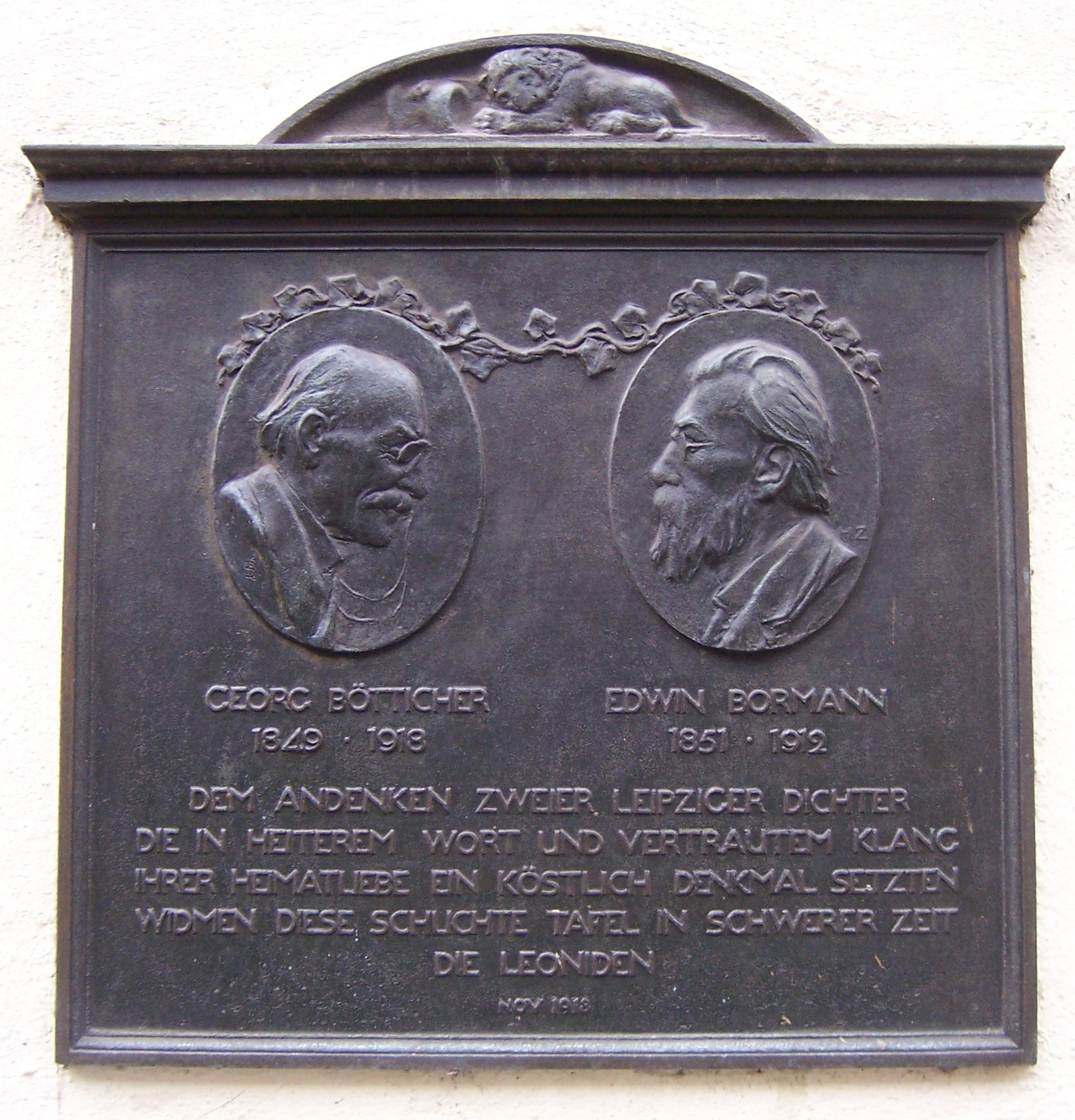
Carl Seffner, Hans Zeissig: Leonidentafel, 1919. Gedenktafel für Edwin Bormann und Georg Bötticher aus Anlass des zehnjährigen Bestehens der von ihnen begründeten Gesellschaft der Leoniden

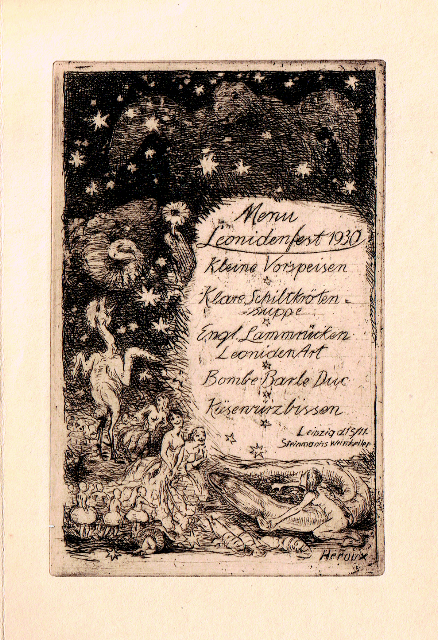
Bruno Héroux: Speisekarte zum Leonidenfest 1930

Die Leoniden hieß ein geselliger Verein, der von Künstlern und Wissenschaftlern sowie interessierten Bürgern 1909 in Leipzig gegründet wurde.

## Geschichte

### Gründung
Als sich im Winter des Jahres 1908 der Verein der Stalaktiten auflöste, in dem sich seit 15 Jahren die Leipziger Freunde der Schönen Künste und der Wissenschaften zum geselligen Verkehr zusammengefunden hatten, beschlossen die ehemaligen Mitglieder Georg Bötticher, Edwin Bormann, Arthur von Oettingen, Bruno Héroux, Adolf Lehnert, der Leipziger Arzt Ernst Eggebrecht und James Derham einen neuen Verein mit ähnlichen Zielen ins Leben zu rufen. Er sollte sich aus künstlerisch Schaffenden, aus Männern der Gelehrtenwelt und Freunden der Kunst und Wissenschaft zusammensetzen.
Sie bildeten den sogenannten Siebenmännerausschuss, der hauptsächlich Gleichgesinnte für die Vereinsarbeit werben sollte. Am 3. März 1909 fand die konstituierende Sitzung, bestehend aus 12 ehemaligen Stalaktiten und 30 neu hinzugewonnenen Mitgliedern, im Weinrestaurant Berg in der Ritterstraße statt. Jeweils an einem Mittwochabend fanden die Zusammenkünfte in verschiedenen Leipziger Lokalitäten und ab 1934 ausschließlich im Leipziger Künstlerhaus statt, wo das Vereinszimmer, in dem nun auch alle Bücher, Urkunden, Präsente und die handschriftliche Chronik verwahrt wurden, zu Ehren des Verstorbenen Altmeisters Carl Seffner in Seffnerstube benannt wurde. Mit den regelmäßigen wöchentlichen Treffen verband sich der Wunsch, dass sich die Mitglieder genau kennenlernten und sie durch geistige Anregung die Unterhaltung über das Niveau des Alltagsgeschwätzes erhöben.
Am 24. Mai 1909 fasste man auf Vorschlag Arthur von Oettingens einstimmig den Beschluss, den neuen Verein nach dem Sternschnuppenschwarm Leoniden zu benennen. In einem Gedicht zur Namensgebung heißt es: An dem Name ist, dass ihr`s wisst, dass er den Philistern, Spießern und Geschwistern all und ewig unverständlich ist.
Der Verein besaß anfangs weder eine Satzung, noch einen Vorstand. Die Mitgliederzahl war auf 40 beschränkt. Doch war es möglich, dass Gäste und Freunde an den Veranstaltungen teilnahmen. Eine geringe Mitgliedsgebühr wurde erst in späteren Jahren erhoben, was das Amt eines Kassierers nötig machte. Freiwillige Spenden oder Präsente der Mitglieder und Freunde gehörten jedoch zur guten Tradition.

### Leonidenfest
Da die Leoniden als Himmelsphänomen im Monat November in Erscheinung treten, feierte der Verein alljährlich in diesem Monat sein Leonidenfest in der damals bekannten Künstlerklause Simmers Weinstube in der Petersstraße. An diesem sollten unsere Künstler und Poeten zeigen, was sie ihren Kolleoniden und deren Gästen zu geben vermögen. Das Fest wurde von einem zwanglos gewählten und dauerhaft im Amt bleibenden Sprecher vorbereitet und geleitet. Anlässlich des ersten Jahresfestes am 13. November 1909 wurde jedem Mitglied eine Leonidenplakette verliehen, welche der Bildhauer Hans Zeißig (1863–1944) anfertigt hatte. Zu diesem Anlass verlas Edwin Bormann die Benehmigungsregeln für Leoniden und solche, die es werden wollen. In seinem Festvortrag Shakespeare und seine Beziehung zu den Leoniden, stellte Bormann die launige Behauptung auf, dass William Shakespeares prophetischer Geist bereits alle Leoniden gekannt habe.
Zum Fest erschien jeder Leonide in Robe, um das Haupt trug man den Efeukranz mit Rose. Man redete sich untereinander mit Meister an. Der Sprecher berichtete über besondere Vorkommnisse unter den Mitgliedern, über Auszeichnungen, Beförderungen oder familiäre Ereignisse. Besonders wurde der verstorbenen Mitglieder gedacht. Aufnahmekandidaten wurden den Leoniden von einem Fürsprecher ausführlich vorgestellt, um danach einstimmig zu neuen Mitgliedern gewählt zu werden. Höhepunkt des Leonidenfestes war die Überreichung der Festgaben an die Mitglieder: kunstvoll gestaltete Speisekarten, Liedertexte, Gedichte, Kompositionen, Bücher in edler Ausstattung mit Originalgrafiken der Mitglieder oder Plaketten.
Während des Ersten Weltkrieges wurde auf die Abhaltung der Feier des Leonidenfestes verzichtet.
Während des Dritten Reiches gerieten die Leoniden in den Verdacht, eine logenähnliche Vereinigung zu sein. Die drohende Auflösung konnte jedoch abgewendet werden. Politische Debatten waren tabu, um jedes Missverständnis zu vermeiden. Auch zwischen entgegengesetzten Anschauungen versöhnte der Humor, den wir stets gepflegt haben. Eines unserer letzten Tafellieder, das den Kampf gegen die entartete Kunst ironisierte, hätte bei dem damaligen Regiment schwerlich Beifall gefunden, beschrieb Heinrich Siber 1947 die Atmosphäre unter den Leoniden während der Zeit des Nationalsozialismus. Bis 1940 wurde das Leonidenfest im Künstlerhaus gefeiert. Durch den Bombenangriff am 4. Dezember 1943 wurde das Künstlerhaus mitsamt der Seffnerstube zerstört.
Der bis zum Tod Arthur von Öttingens ausschließlich Männern vorbehaltene Freundes- und Gelehrtenbund bestand noch bis zum Jahre 1950.

### Leonidentafel
Anlässlich ihres zehnjährigen Bestehens widmeten die Leoniden 1919 ihren beiden verstorbenen Gründern, Georg Bötticher und Edwin Bormann, eine von Carl Seffner und Hans Zeißig gestaltete Gedenktafel, die sich noch heute am hinteren Eingang des Leipziger Alten Rathauses am Naschmarkt befindet. Das Porträt von Georg Bötticher schuf Carl Seffner, das Relief von Edwin Bormann modellierte Hans Zeissig. Die Tafel selbst entwarf Hans Zeissig. Sie trägt den Text: Dem Andenken zweier Leipziger Dichter, die im heiteren Wort und vertrautem Klang ihrer Heimatliebe ein köstlich Denkmal setzten, widmen diese schlichte Tafel in schwerer Zeit. Die Leoniden. Nov. 1918.

## Zeugnisse

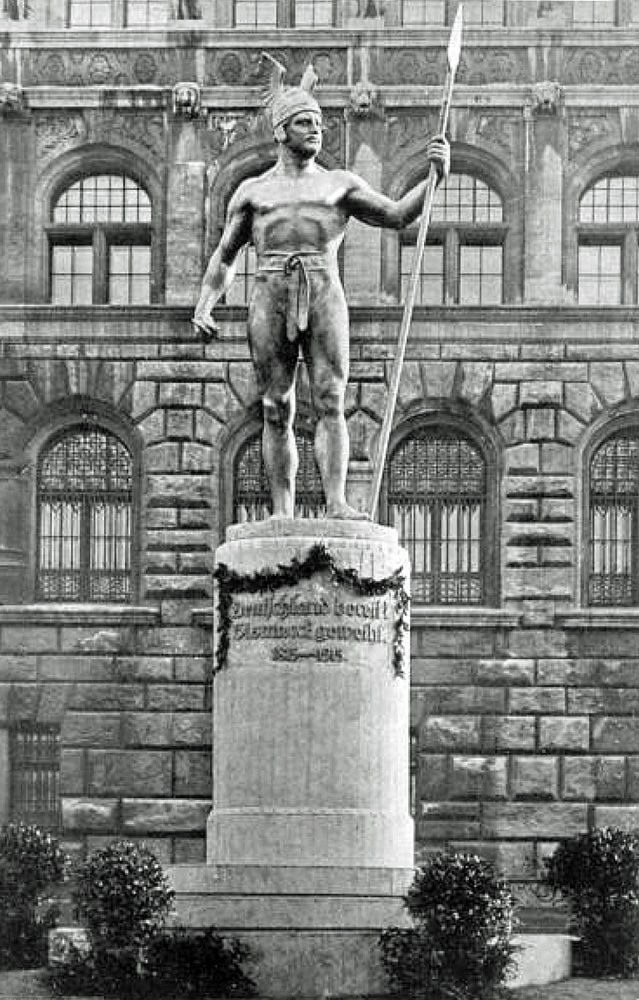
Germanen-Denkmal

Neben der Gedenktafel am Alten Rathaus entwarfen die Medailleure Hans Zeissig, Bruno Eyermann und Carl Seffner Leonidenplaketten für die Mitglieder. Bis zum Zweiten Weltkrieg wurde jedem Mitglied zum 60. Geburtstag eine silberne Leonidenplakette gestiftet. 1924 schenkten der Ingenieur Bernhard Ahlfeld und der Wirt von Simmerns Weinstube, Hans Schmidt, den Leoniden ein von Bruno Eyermann entworfenes bronzenes Gefäß als Tisch-Wahrzeichen für die Mittwochabendtreffen. Zum Jahresfest des Vereins erschienen regelmäßig Publikationen, die zahlreiche Originalbeiträge der Mitglieder in Wort und Bild enthielten. Überwiegend handelte es sich dabei um Privatdrucke, die nie in den Handel gelangten.
Ein von Carl Seffner und Richard Tschammer anlässlich des 100. Geburtstages Otto von Bismarcks am 1. April 1915 vor dem Neuen Rathaus feierlich enthülltes Germanen-Denkmal konnte aufgrund fehlender finanzieller Mittel nicht in Bronze ausgefertigt werden. Ungefähr 14 Tage hat es gestanden, dann verschwand das Modell aus dem Gesichtskreis der Leipziger.

## Mitglieder (Auswahl)
- Hans Achelis
- Reinhold Anschütz[10]
- Rudolf Bewer
- Franz Adam Beyerlein
- Georg Bötticher
- Oscar Borcherdt[11]
- Edwin Bormann
- Fritz Brändel
- Friedrich Braun
- Max Alfred Brumme
- Reinhold Carl
- James Derham[12]
- Ottmar Dittrich[13]
- Ernst Eggebrecht[14]
- Bruno Eyermann
- Kurt Fernau[15]
- Philipp Fiedler
- Fedor Flinzer
- Hans Haas
- Bruno Héroux
- Carl Herrmann[16]
- Paul Hollender[17]
- Felix Hübel
- Carl Huth[18]
- Fritz Kempe[19]
- Franz Kossmat
- Albert Kunze
- Adolf Lehnert
- Alfred Liebing[20]
- Arthur Liebsch[21]
- Max Mendheim
- Paul Merkel[22]
- Eugen Mogk
- Arthur von Oettingen
- Felix Pfeifer
- Raoul Richter
- Richard Karl Bernhard Schmidt
- Paul Schmutzler[23]
- Theodor Schreiber
- Carl Seffner
- Martin Seydel[24]
- Heinrich Siber
- Ernst Smigelski[25]
- Arthur Smolian[26]
- Karl Straube
- Konrad Sturmhoefel
- Alfred Tittel
- Richard Tschammer
- Robert Volkner
- Kurt Wiedenfeld
- Otto Wittenbecher[27]
- Gustav Wohlgemuth
- Georg Wünschmann
- Gustav Wustmann[28]
- Hans Zeissig

## Schriften (Auswahl)
- Edwin Bormann: Shakespeare und seine Beziehungen zu den Leoniden. Festvortrag zum Jahresfest der Leoniden, Leipzig, 13. November 1909. Künstlerische Ausstattung von Bruno Héroux, Hesse & Becker, Leipzig 1909
- Felix Hübel, Bruno Héroux (Ill.): Die Wölfe. Gedrucktes für die Leoniden, Leipzig 1920
- Felix Hübel, Hans Domizlaff (Ill.): Pastell. Gedruckt für die Leoniden, Kurt Säuberlich, Leipzig 1921
- Schwänke vom Nil. B. D. Fellah. Den Leoniden zum Jahresfeste gewidmet, Leipzig 1927
- Max Mendheim, Bruno Héroux (Ill.): Gereimtes und Ungereimtes. Für die Leoniden zum Jahresfest 1928 gedruckt, Borna, Leipzig 1928
- Pantheon Leonidarum: Neuestes Mitgliederverzeichnis der Herren Leoniden in 41 literarischen Scherenschnitten. Artige, weniger artige u. unartige Reime von Hans Haas, Borna, Leipzig 1928
- Hans Haas: Nächtliche Heerschau. Bilder aus der Sternenwelt zur Vorstellg der Leoniden beim Jahrthing 1929, Leipzig 1929
- Zwanzig Jahre Leoniden. Ein Erinnerungsbuch in Liedern für die Mitglieder und Gäste der Gesellschaft „Die Leoniden“ zu Leipzig, O. Brandstetter, Leipzig 1929
- Liedertexte zu den Jahresfesten der Leoniden in Leipzig. Leipzig 1909–1930, Leipzig 1930
- Bruno Héroux: Höhen und Tiefen. Den Teilnehmern am Leonidenfest 1930 gewidmet, Leipzig 1930
- Bruno Héroux: Schmackhaftes im Kunstgewand und Besinnliches aus meinem Garten. Für die Leoniden zum Jahresfest 1933 gedruckt, Leipzig 1933
- Hans Haas: Ein Korb Fallobst. Mehr und weniger ernst gemeintes. Gedichte zum Leonidenfest November 1934, Leipzig 1934
- Bruno Héroux: Allerlei Besinnliches aus Garten, Wald und Feld. Zum Leonidenfest 1935 zu Leipzig gedruckt, Leipzig 1935
- Eugen Mogk: 25 Jahre Leoniden. Zum 25jährigen Stiftgsfest der Leoniden als Stiftung von P. Schmutzler, Leipzig 1935